# 歌まねXさん
『歌まねXさん』（うたまねエックスさん）は、1961年7月7日から1962年1月26日までTBS系列局で放送されていたTBS製作の歌謡バラエティ番組である。なお、その後も1962年2月2日から同年9月28日まで『歌まねチャンピオン』に改題して放送されていた。いずれも放送時間は毎週金曜 19:00 - 19:30 （日本標準時）。

## 概要
日本各地から集まった歌まねの名人が、人気歌手本人とのどを競いあっていた視聴者参加型のものまね番組である。最高賞金は、当時としては破格の30万円だった。
この番組のコンセプトは、替わって火曜19:30枠でスタートした『歌まね読本』へと受け継がれた。

## 出演者

### 司会
- ハナ肇とクレージーキャッツ

### 審査員
- 服部良一
- 渡辺美佐（当時渡辺プロダクション副社長）
- ほか

## スポンサーについて
前番組『百万円Xクイズ』から引き続き東洋紡績（現・東洋紡）と日本エクスラン工業の二社提供で放送。因みに、東洋紡はエクスランの親会社であるため、東洋紡グループの単独提供になっていた（東洋紡#グループ企業を参照）。また、改題前のタイトルにあった「X」は、未知を表す言葉であると同時にエクスランの略称でもあった。

## 参考資料
- 毎日新聞縮刷版[どれ?]

| TBS系列 金曜19:00枠 【東洋紡績・日本エクスラン工業二社提供枠】 | TBS系列 金曜19:00枠 【東洋紡績・日本エクスラン工業二社提供枠】                                     | TBS系列 金曜19:00枠 【東洋紡績・日本エクスラン工業二社提供枠】 |
| 前番組                                                         | 番組名                                                                                             | 次番組                                                         |
| -------------------------------------------------------------- | -------------------------------------------------------------------------------------------------- | -------------------------------------------------------------- |
| 百万円Xクイズ （1961年5月5日 - 1961年6月30日）                 | 歌まねXさん （1961年7月7日 - 1962年1月26日） ↓ 歌まねチャンピオン （1962年2月2日 - 1962年9月28日） | みんなで歌おう! （1962年10月5日 - 1966年1月28日）              |